# Hotham Heights
Hotham Heights är kullar i territoriet Falklandsöarna (Storbritannien). De ligger i den västra delen av ögruppen, 220 km väster om huvudstaden Stanley. Hotham Heights ligger på ön Weddell Island.
Hotham Heights sträcker sig 8,6 km i sydvästlig-nordostlig riktning. Den högsta toppen är Gorgon Peak, 218 meter över havet.
Topografiskt ingår följande toppar i Hotham Heights:
- Chatham Hill
- Gorgon Peak